# 利丁頓
利丁頓（英語：Leadington）是一个美國城市，位於密苏里州圣弗朗索瓦县。根據2010年的人口普查，當地人口為422人。

## 地理
利丁頓位于37°50′15″N 90°29′10″W / 37.83750°N 90.48611°W (37.837510,-90.486080)。
根据美国人口普查局，该城市的总面积為0.90平方英里（2.33平方）。